# District de Syrym
Le district de Syrym (en kazakh : Сырым ауданы) est un district de l'oblys du Kazakhstan-Occidental au Kazakhstan.

## Géographie
Le centre administratif du district est Jympity.

## Démographie
En  2013, le district a une population estimée à 20 652 habitants.